# Prša
Prša (in ungherese Perse) è un comune della Slovacchia facente parte del distretto di Lučenec, nella regione di Banská Bystrica.